# Kihlepa
Kihlepa är en ort i Estland. Den ligger i Audru kommun och landskapet Pärnumaa, i den sydvästra delen av landet, 120 km söder om huvudstaden Tallinn. Kihlepa ligger 21 meter över havet och antalet invånare är 168.
Terrängen runt Kihlepa är mycket platt. En vik av havet är nära Kihlepa åt sydost. Runt Kihlepa är det glesbefolkat, med 12 invånare per kvadratkilometer. Närmaste större samhälle är Pärnu, 15,1 km öster om Kihlepa. I omgivningarna runt Kihlepa växer i huvudsak blandskog.